# Tincey-et-Pontrebeau
Tincey-et-Pontrebeau – miejscowość i gmina we Francji, w regionie Burgundia-Franche-Comté, w departamencie Górna Saona.
Według danych na rok 1990 gminę zamieszkiwało 105 osób, a gęstość zaludnienia wynosiła 15 osób/km² (wśród 1786 gmin Franche-Comté Tincey-et-Pontrebeau plasuje się na 638. miejscu pod względem liczby ludności, natomiast pod względem powierzchni na miejscu 639.).